# Shirley Ferrer
Shirley Ferrer Fontanez (Carolina, 23 giugno 1991) è una pallavolista portoricana, opposto delle Atenienses de Manatí.

## Carriera

### Club
La carriera di Shirley Ferrer inizia nella stagione 2009, quando esordisce nella Liga de Voleibol Superior Femenino con la maglia delle Criollas de Caguas, franchigia alla quale resta legata per tre annate, vincendo lo scudetto nel campionato 2011. Dopo due stagioni con le Valencianas de Juncos, nel campionato 2014 passa alle Orientales de Humacao, per poi cambiare maglia ancora una volta nel campionato seguente, giocando per le Lancheras de Cataño.
Nella stagione 2016-17 gioca per la prima volta all'estero, ingaggiata dal Venelles, nella Ligue A francese, club con il quale conquista la Coppa di Francia. Si trasferisce quindi in Indonesia, dove partecipa alla Proliga 2018 col Gresik Petrokimia. Nel campionato 2018-19 è nuovamente nella massima divisione transalpina, questa volta difendendo i colori del Vandœuvre Nancy. 
Nella stagione 2020 è nuovamente in patria, difendendo i colori delle Indias de Mayagüez, mentre nella stagione seguente approda alle neonate Grises de Humacao; dopo il trasferimento della sua franchigia a Manatí, nella Liga de Voleibol Superior Femenino 2022 gioca per le Atenienses de Manatí, dove ritorna nel corso della stagione seguente.

### Nazionale
Nel 2010 riceve le prime convocazioni nella nazionale portoricana, con la quale in seguito vince la medaglia di bronzo alla NORCECA Champions Cup 2015 e al campionato nordamericano 2015 e poi quella d'argento alla Coppa panamericana 2016. 
Conquista altri tre bronzi rispettivamente alla Coppa panamericana 2017, alla Volleyball Challenger Cup 2018 e ai XXIII Giochi centramericani e caraibici. Nel novembre 2020 annuncia il proprio ritiro dalla nazionale.

## Palmarès

### Club
- Campionato portoricano: 1

2011
- Coppa di Francia: 1

2016-17

### Nazionale (competizioni minori)
- NORCECA Champions Cup 2015
- Coppa panamericana 2016
- Coppa panamericana 2017
- Volleyball Challenger Cup 2018
- Giochi centramericani e caraibici 2018

### Premi individuali
- 2018 - Qualificazioni alla Volleyball Challenger Cup: Miglior opposto